# 大唇马先蒿
大唇马先蒿（学名：Pedicularis megalochila）是列当科马先蒿属的植物。分布在缅甸以及中国大陆的西藏等地，生长于海拔4,200米的地区，常生于草坡以及矮杜鹃丛林中。

## 异名
- Pedicularis megalochila H. L. Li f. rhodantha Tsoong
- Pedicularis megalochila H. L. Li var. ligulata Tsoong